# Amphiophiura bakeri
Amphiophiura bakeri is een slangster uit de familie Ophiuridae.
De wetenschappelijke naam van de soort werd voor het eerst geldig gepubliceerd in 2003 door Donald George McKnight.